# Lhoty (Vortová)
Lhoty jsou malá vesnice, část obce Vortová v okrese Chrudim. Nachází se asi 1,5 kilometru severně od Vortové.  Lhoty je také název katastrálního území o rozloze 5,39 km². V katastrálním území Lhoty leží i část vesnice Vortová a do jeho severozápadní části zasahuje část přírodní památky Utopenec.

## Galerie

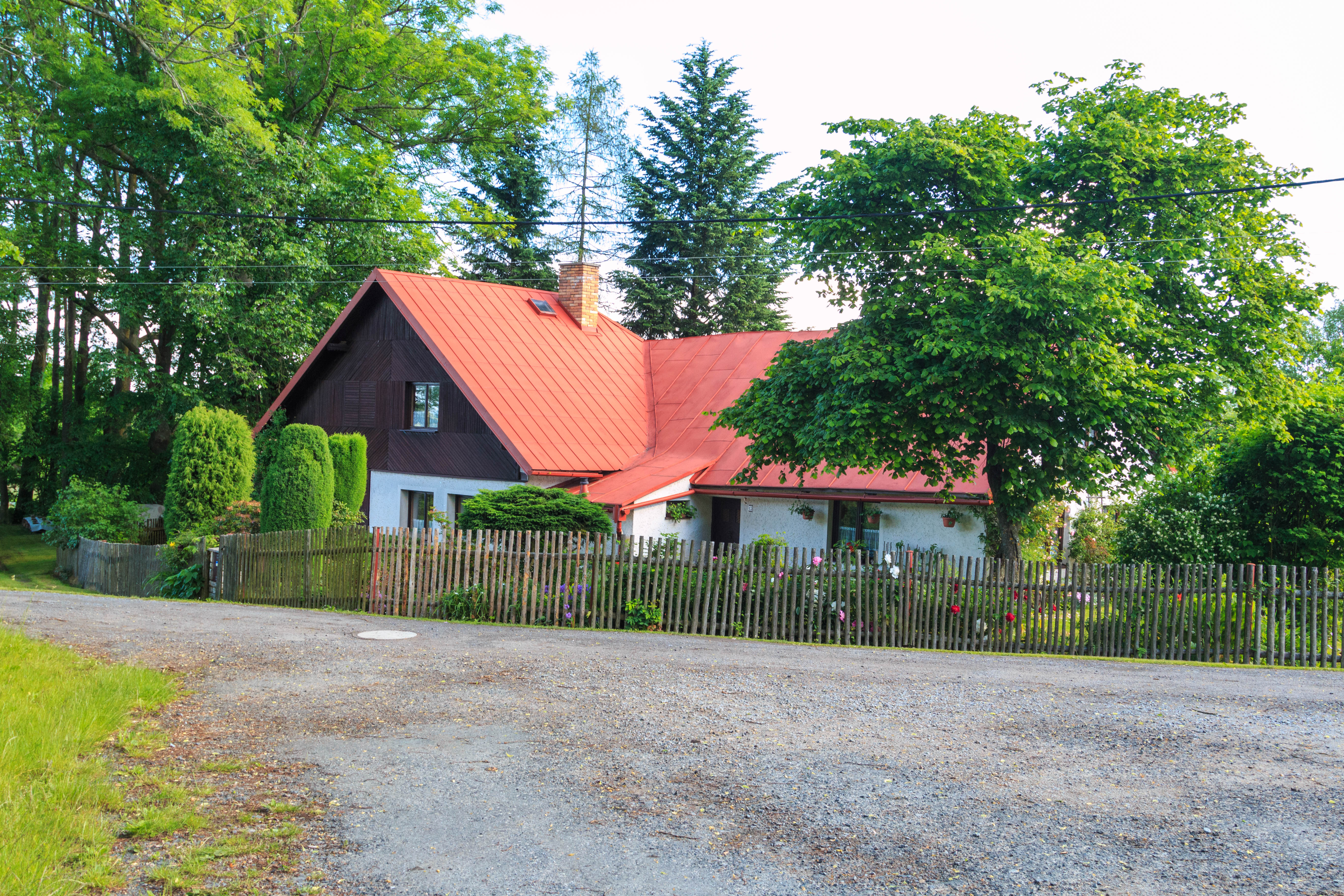
Dům č. 13
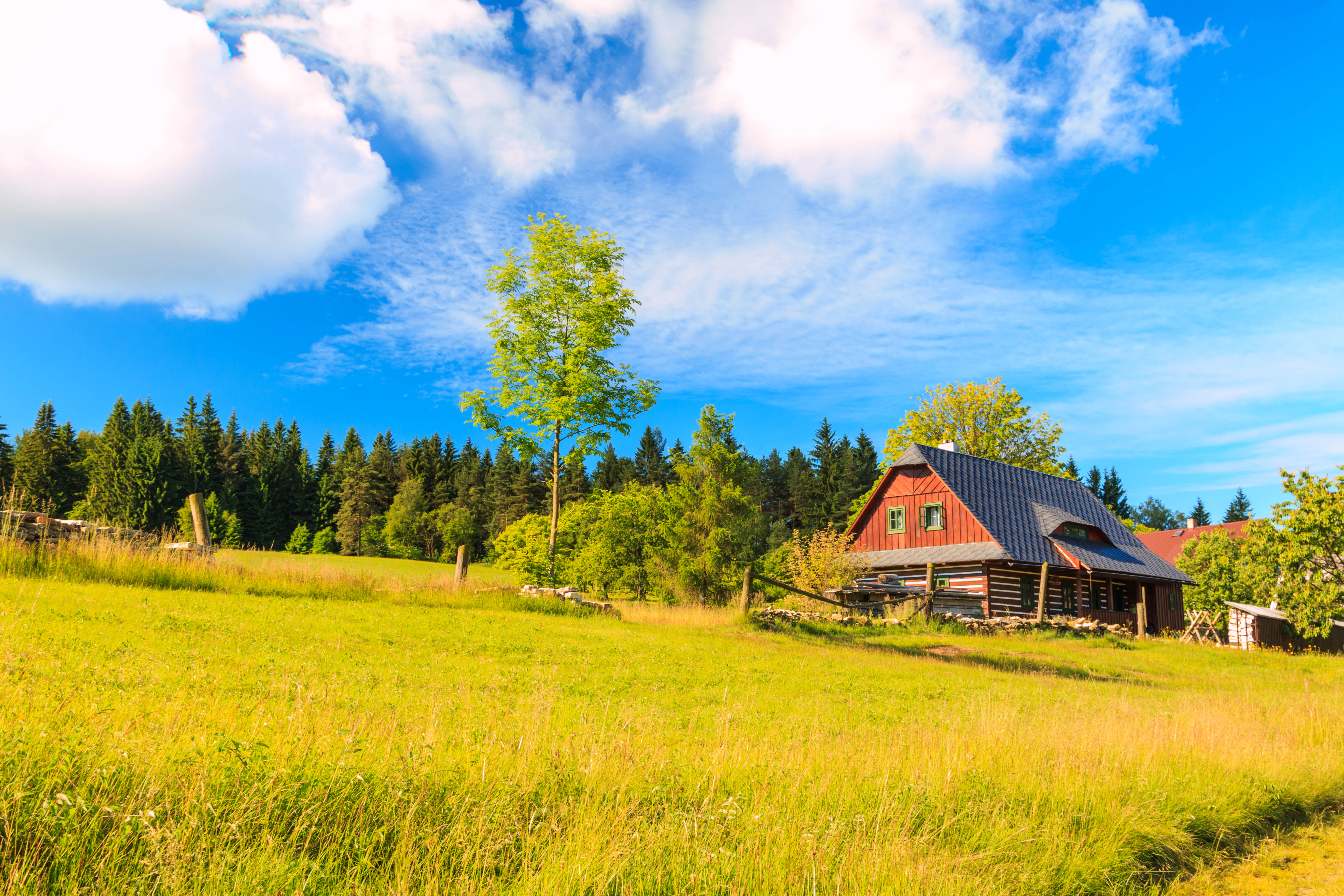
Dům č. 25
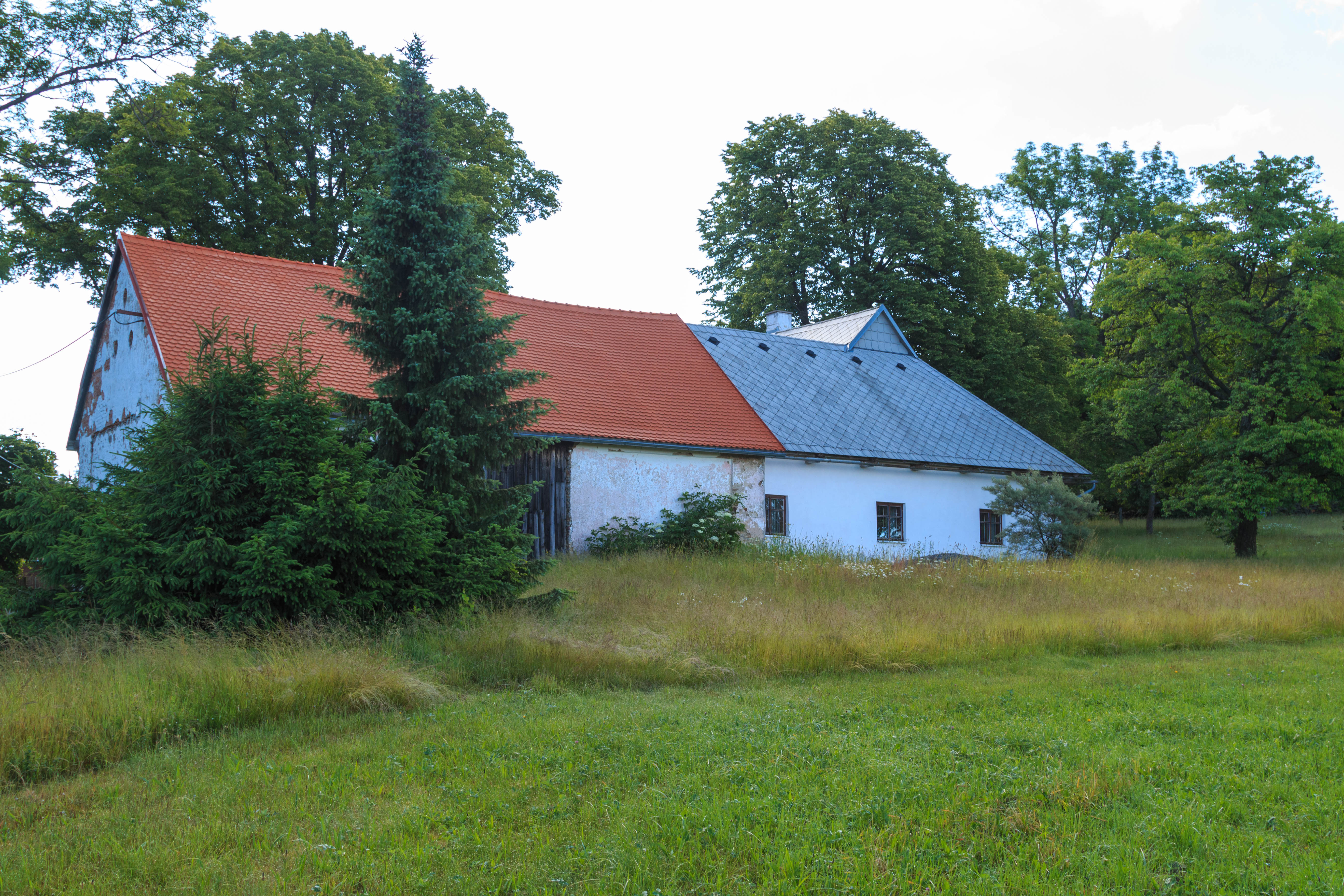
Dům č. 18
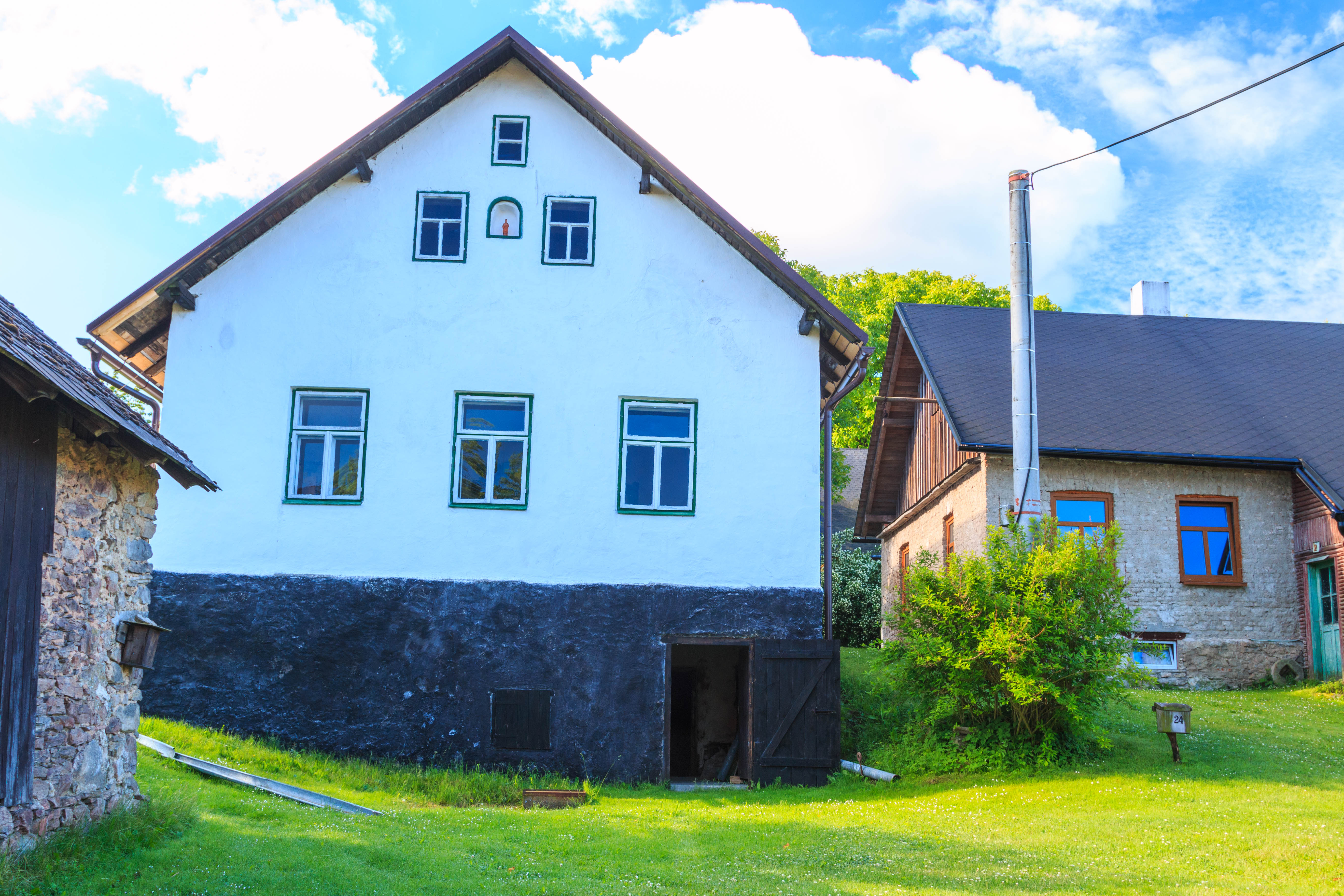
Dům čp. 21